# Apollo (vrachtwagenmerk)

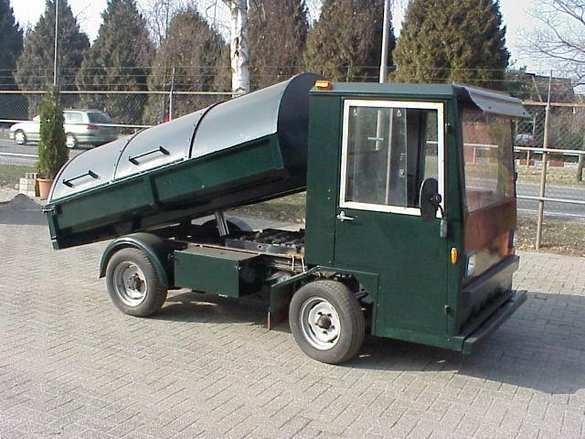
Apollo truck

Apollo is een Nederlands vrachtwagenmerk.
In 1958 presenteerde Gazelle een vierwielig transportwagentje dat in vrij grote aantallen door De Gruyter en bakkerij Vermaat aangeschaft werd. De aandrijving was elektrisch of met een Sachs-motorblokje. Gazelle richtte een aparte afdeling op voor bedrijfsvoertuigen, Gazelle Truckbouw in Aalten.
Het bedrijfsonderdeel werd later door Accles & Pollock overgenomen. Dit bedrijf zette de productie van bedrijfsvoertuigen voort onder de naam Apollo. Het bouwde elektrische voertuigen voor de overheid en nutsbedrijven. Het bedrijfsonderdeel dat de wagens maakte, Truckbouw Aalten ging failliet. Matysta uit Zelhem nam de fabricage over.
Het bedrijf in Aalten maakte ook bakbromfietsen en onderdelen voor de Gazelle Apollo.

## Types
- Apollo 36VLT kieper
- Apollo 48